# Мисриханов, Керимхан Замрудинович
Керимхан Замрудинович Мисриханов (1954) — бригадир слесарей-сборщиков Махачкалинского производственного объединения «Авиаагрегат».

## Биография
Родился в 1954 году. Лезгин. Получил среднее специальное образование — окончил Дагестанский механический техникум.

### Политическая деятельность
В 1989 г. от Ленинского национально-территориального избирательного округа № 525 Дагестанской АССР был избран депутатом Верховного Совета СССР.
25 мая 1989 года вошёл в числе 75 депутатов в состав Счётной комиссии Съезда народных депутатов СССР.